# فيليب بولاسك
فيليب بولاسك (بالسلوفاكية: Filip Polášek)‏ مواليد 21 يوليو 1985 في زفولن، سلوفاكيا، هو لاعب كرة مضرب سلوفاكي بدأ مسيرته كمحترف سنة 2005 يلعب باليد اليمنى. أعلى تصنيف له في الفردي كان المركز الـ 555 في سنة 2007.

## الخط الزمني للزوجي
مفتاح
| ف | ن | ن.ن | ر.ن | د# | د.م | ل | أ.أ | ت | غ | ب | ف | ذ | م.خ | ل.ت |

(ف) فاز بالبطولة (ن) وصل النهائي (ن.ن) نصف النهائي (ر.ن) ربع النهائي (د#) الأدوار الأربعة الأولى (د.م) دور المجموعات (ل) شارك في كأس ديفيز (أ.أ) خرج من الأدوار الاولى (ت) خسر التصفيات التأهيلية (غ) غاب عن الحدث أو البطولة (ب) حصل على ميدالية برونزية (ف) حصل على ميدالية فضية (ذ) حصل على ميدالية ذهبية (م.خ) بطولة الماسترز خُفضت إلى مرتبة أقل (ل.ت) البطولة لم تعقد في السنة المعينة.
لتجنب الارتباك وازدواجية الحساب، يتم تحديث هذه المعلومات إما في نهاية البطولة، أو عندما تكون مشاركة اللاعب في البطولة قد انتهت.
| الدورة             | 2008 | 2009 | 2010 | 2011 | 2012 | 2013 | 2014 | م.ف    | ف-خ   |
| ------------------ | ---- | ---- | ---- | ---- | ---- | ---- | ---- | ------ | ----- |
| دورات الجراند سلام |      |      |      |      |      |      |      |        |       |
| أستراليا المفتوحة  |      | د2   | د2   | د2   | د3   | د1   |      | 0 / 5  | 5–5   |
| فرنسا المفتوحة     | د1   | د2   | د1   | د3   | د2   | د1   |      | 0 / 6  | 4–6   |
| بطولة ويمبلدون     | د3   | د2   | د3   | د1   | د1   | د1   |      | 0 / 6  | 5–6   |
| أمريكا المفتوحة    | د1   | د1   | د2   | د1   | ر.ن  | د1   |      | 0 / 6  | 4–6   |
| فوز-خسارة          | 2–3  | 3–4  | 4–4  | 3–4  | 6–4  | 0–4  |      | 0 / 23 | 18–23 |

## روابط خارجية
- فيليب بولاسك على موقع رابطة محترفي التنس (الإنجليزية)
- فيليب بولاسك على موقع الاتحاد الدولي لكرة المضرب (الإنجليزية)
- فيليب بولاسك على موقع كأس ديفيز (الإنجليزية)
- فيليب بولاسك على موقع خلاصة التنس.كوم (الإنجليزية)
- فيليب بولاسك على موقع اللجنة الأولمبية الدولية (الإنجليزية)
- فيليب بولاسك على موقع أوليمبيديا (الإنجليزية)
- فيليب بولاسك على موقع اللجنة الأولمبية السلوفاكية (السلوفاكية)